# گوکسئونگ
گوکسئونگ (به لاتین: Gokseong County) یک منطقهٔ مسکونی در کره جنوبی است که در استان جئولانام-دو واقع شده‌است. گوکسئونگ ۵۴۷٫۳۷ کیلومتر مربع مساحت و ۳۱٬۰۰۹ نفر جمعیت دارد.